# Públio Cornélio
Públio Cornélio (em latim: Publius Cornelius) foi um político da gente Cornélia nos primeiros anos da República Romana, eleito tribuno consular por duas vezes, em 389 e 385 a.C..

## Primeiro tribunato consular (389 a.C.)
Em 389 a.C., foi eleito tribuno consular com Lúcio Vergínio Tricosto, Aulo Mânlio Capitolino, Lúcio Valério Publícola, Lúcio Emílio Mamercino e Lúcio Postúmio Albino Regilense.
Durante seu mandato, os romanos, liderados por Marco Fúrio Camilo, nomeado ditador pela terceira vez, derrotou os volscos, que se renderam depois de setenta anos de guerra, os équos e os etruscos, que estavam cercando a cidade aliada de Sutri. Lúcio Emílio Fúrio Camilo ficou no comando de um contingente de soldados estacionados em Veios para enfrentar um eventual ataque etrusco enquanto o ditador conduzia a campanha. Aulo Mânlio ficou responsável pelo comando da defesa de Roma.

## Segundo tribunato consular (385 a.C.)
Em 385 a.C. foi eleito novamente, desta vez com Tito Quíncio Capitolino, Lúcio Quíncio Cincinato Capitolino, Aulo Mânlio Capitolino, Lúcio Papírio Cursor e Cneu Sérgio Fidenato Cosso.
Neste ano, Aulo Mânlio convenceu o Senado a nomear Aulo Cornélio Cosso ditador para enfrentar a enésima invasão dos volscos (apoiados por latinos e hérnicos) e por causa do alto grau de tensão interna por causa do avanço dos pedidos da plebe graças à ajuda do patrício Marco Mânlio Capitolino.